# Eduard Behm
Eduard Behm   (Szczecin, 8 d'abril de 1862 - Bad Harzburg, 6 de febrer de 1946) va ser un pianista i compositor alemany.
Era fill d'un metge de Szczecin va assistir a l'institut de la ciutat de Szczecin fins que es va graduar de l'institut. A Stettin va rebre les seves primeres lliçons de piano de Carl Adolf Lorenz i Robert Seidel abans de ser alumne de Carl Reinecke i Oscar Paul al Conservatori de Leipzig. Després de mudar-se en va ser d'Oskar Raif i Friedrich Kiel a la Universitat de Berlín, Behm va prendre classes amb Johannes Brahms a Viena durant uns mesos. Després de dos anys a la seva ciutat natal de Stettin (com a revisor i director d’orquestra) i a Erfurt (com a professor a l’Acadèmia de Música), Behm va ser director del Conservatori Schwantzerscher de Berlín fins al 1901 i, posteriorment, també va treballar com a professor i acompanyant. El 1917 fou nomenat professor reial.
Behm, que va ser estilísticament proper al romanticisme alemany en les seves obres, va rebre el premi Mendelssohn per la seva simfonia i el premi Bösendorfer pel seu concert per a piano. Va escriure tres sonates per a violí, així com un concert per a violí, un trio per a piano, un quintet de clarinet i un sextet de corda (amb la viola construïda per Alfred Stelzner), algunes cançons i cors masculins, així com les òperes Der Schelm von Bergen (1899), Marienkind (1902) i The Vow (1914). També va escriure els Assajos de la meva vida (Deutsche Tonkünstlerzeitung IX) i una breu autobiografia (Musik in Pommern I, 1932).
Brehm va morir a casa, vivint del fons de pensions dels compositors alemanys a Bad Harzburg.